# Hunky Dory
Hunky Dory -De la expresión inglesa Hunky-dory (estar bien)- es el cuarto álbum de estudio del músico y compositor británico David Bowie, lanzado por RCA Records en diciembre de 1971. Fue el primer disco de Bowie en ser distribuido por RCA, que siguió siendo su discográfica durante una década.
Stephen Thomas Erlewine de Allmusic describió a Hunky Dory como «una selección caleidoscópica de estilos pop, atados por la visión de Bowie: una profunda y cinematográfica mezcla de arte de todos los niveles, sexualidad ambigua, kitsch y clase".
El álbum ha sido aclamado por la crítica desde su lanzamiento, y es considerado como uno de los mejores trabajos de Bowie. Time lo eligió como parte de su lista de los "100 mejores álbumes de todos los tiempos" en enero de 2010, con el periodista Josh Tyrangiel elogiando la "ambición terrestre de Bowie de ser un poeta bohemio con estilo pródigo".
El estilo de la portada del álbum, diseñado por George Underwood, fue influenciado por un libro de fotos de Marlene Dietrich que Bowie llevó consigo a la sesión de fotos.

## Producción
Con la partida de la mano derecha de Bowie Tony Visconti y su reemplazo al bajo por Trevor Bolder, Hunky Dory fue la primera producción que contaba con todos los miembros de la banda que después pasarían a ser The Spiders from Mars. También debutando con Bowie, como productor en lugar de Visconti, se encuentra otra pieza clave de la época de Ziggy, Ken Scott. La contraportada del álbum llevaba la acreditación «Producido por Ken Scott (asistido por el actor)». El «actor» era el mismo Bowie, cuyo «concepto de sí mismo», en palabras de los críticos de NME Roy Carr y Charles Shaar Murray, era «pensar en sí mismo como un actor».

## Estilo y temática

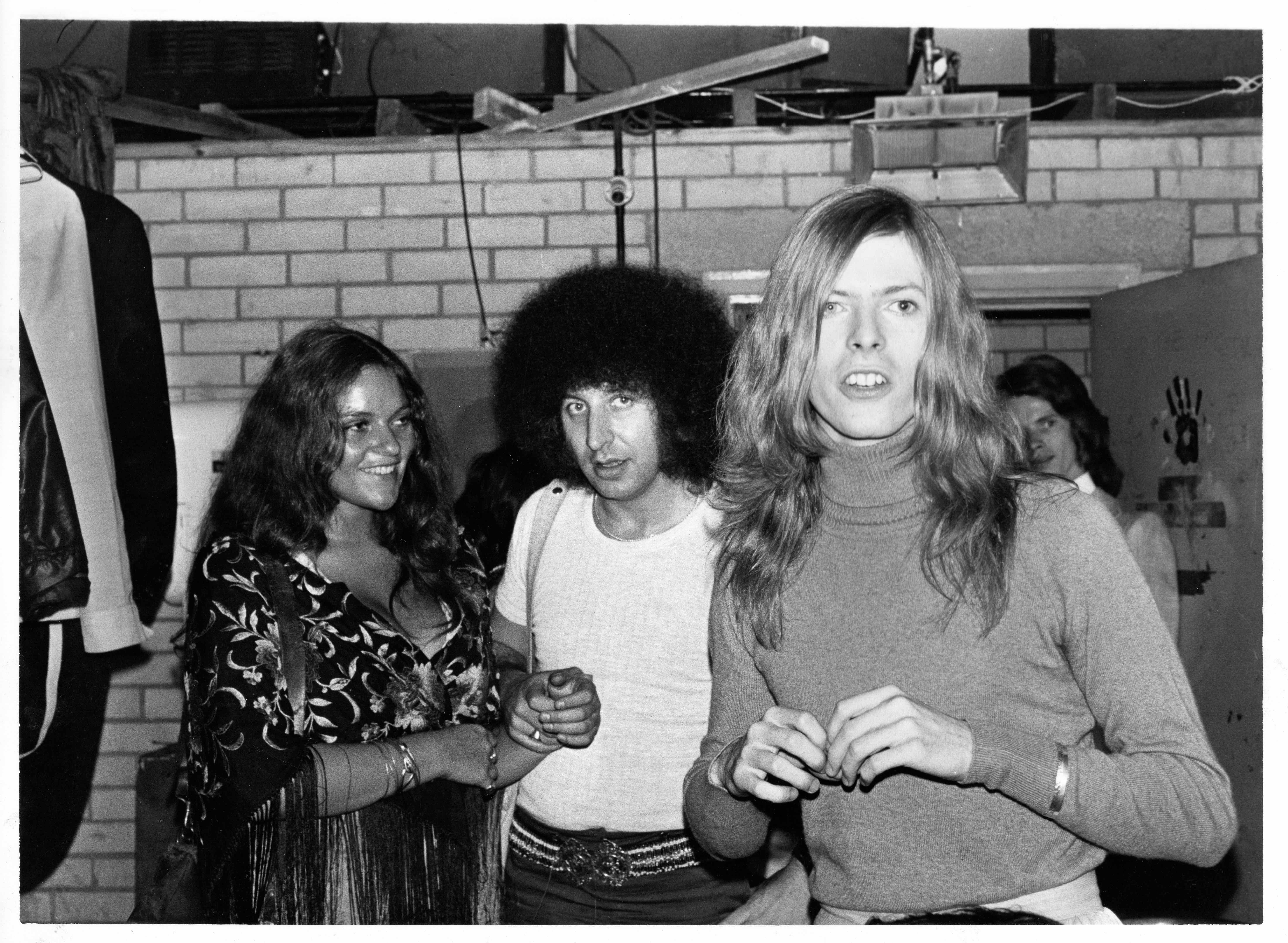
Dana Gillespie, Tony Defries y David Bowie en el Andy Warhol's Pork en la Roundhouse de Londres en 1971.

El biógrafo musical David Buckley dijo de Hunky Dory: "Su estado de casi fácil escucha y su sensibilidad musical convencional ha restado valor al hecho de que, líricamente, este disco sienta las bases de la futura carrera de Bowie". La canción de apertura, "Changes", se centró en la naturaleza compulsiva de la reinvención artística ("Fascinación extraña, fascinándome/Los cambios están tomando el ritmo que estoy atravesando") y fue alejándose de la corriente principal del rock ("Mírense, rock 'n' rollers"). Sin embargo, el compositor también se tomó el tiempo de rendir homenaje a sus influencias con las canciones "Song for Bob Dylan", "Andy Warhol" y "Queen Bitch" inspirada en Velvet Underground.
Siguiendo el hard rock del anterior álbum de Bowie, The Man Who Sold the World, Hunky Dory vio el regreso parcial del cantante de pop de «Space Oddity», con pequeños temas como "Kooks" (dedicado a su joven hijo, conocido en todo el mundo como Zowie Bowie pero con el nombre legal de Duncan Zowie Haywood Jones) y el cover "Fill Your Heart" lanzado junto a un material más profundo como "Quicksand", una canción teñida de ocultismo, y el semiautobiográfico "The Bewlay Brothers". Entre los dos extremos estaba "Oh! You Pretty Things", cuya simple melodía pop escondía una letra inspirada en Nietzsche, que predecía la inminente sustitución del hombre moderno por "el Homo Superior", y que ha sido citada como precursora directa de "Starman" del próximo álbum de Bowie, The Rise and Fall of Ziggy Stardust and the Spiders from Mars.

## Lanzamiento y repercusión
Bowie había estado sin un contrato de grabación cuando comenzó a trabajar en el álbum en Trident Studios el 8 de junio de 1971. RCA Records en Nueva York escuchó las cintas y lo contrató para un acuerdo de tres álbumes el 9 de septiembre de 1971, lanzando Hunky Dory el 17 de diciembre. Respaldado con el sencillo "Changes", el álbum obtuvo críticas generalmente favorables y se vendió razonablemente bien en su lanzamiento inicial, sin ser un gran éxito. Melody Maker lo llamó "la pieza más creativa en composición de canciones que ha aparecido en un disco en un tiempo considerable", mientras que NME lo describió como Bowie "en su mejor momento". En los Estados Unidos, Rolling Stone opinó que "Hunky Dory no sólo representa el álbum musical más cautivante de Bowie, sino que también lo encuentra escribiendo literalmente una vez más, permitiendo que el oyente examine sus ideas cómodamente, sin tener que soportar un aluvión de verborrea aparentemente inexpugnable hasta llegar a una idea clara". Sin embargo, fue sólo después del avance comercial de Ziggy Stardust a mediados de 1972 que Hunky Dory se convirtió en un éxito, subiendo al número 3 en el Reino Unido y permaneciendo en la lista durante 69 semanas. En 1973, RCA lanzó "Life on Mars?" como un sencillo, que también logró el número 3 en el Reino Unido. Una reedición devolvió el álbum, en enero de 1981, a la lista británica, donde permaneció durante 51 semanas.
En 1998, los lectores de la revista Q votaron a Hunky Dory como el 43° álbum más grande de todos los tiempos, mientras que en el año 2000 la misma revista lo colocó en el número 16 de su lista de los 100 mejores álbumes británicos de la historia. En 2003, el álbum ocupó el puesto 107 en la lista de los 500 mejores álbumes de todos los tiempos de Rolling Stone. En el mismo año, VH1 lo colocó en el puesto 47, y el ranking de Virgin "All Time Top 1000 Albums" lo colocó en el número 16. En 2004, ocupó el puesto 80 en los 100 mejores álbumes de Pitchfork en los años setenta. En 2006, la revista TIME lo eligió como uno de los 100 mejores álbumes de todos los tiempos.
El propio Bowie consideraba que el álbum era uno de los más importantes de su carrera. Hablando en 1999, dijo: "Hunky Dory me dio un gran reconocimiento. Supongo que me brindó, por primera vez en mi vida, una audiencia real, es decir, personas que se me acercaron y me dijeron: 'Buen álbum, buenas canciones'. Eso no me había pasado antes. Era como, 'Ah, lo estoy entendiendo, estoy encontrando mi base. Estoy empezando a comunicar lo que quiero hacer. Ahora: '¿qué es lo que quiero hacer?' Siempre hubo una cuestión con eso".

## Lista de canciones
Todas las canciones fueron compuestas por David Bowie, excepto donde se indique lo contrario.
Lado A
| N.º | Título                  | Duración |  |
| 1.  | «Changes»               | 3:37     |  |
| 2.  | «Oh! You Pretty Things» | 3:12     |  |
| 3.  | «Eight Line Poem»       | 2:55     |  |
| 4.  | «Life on Mars?»         | 3:53     |  |
| 5.  | «Kooks»                 | 2:53     |  |
| 6.  | «Quicksand»             | 5:08     |  |

Lado B
| N.º | Título                                       | Duración |  |
| 7.  | «Fill Your Heart» (Biff Rose, Paul Williams) | 3:07     |  |
| 8.  | «Andy Warhol»                                | 3:56     |  |
| 9.  | «Song for Bob Dylan»                         | 4:12     |  |
| 10. | «Queen Bitch»                                | 3:18     |  |
| 11. | «The Bewlay Brothers»                        | 5:22     |  |

### Bonus Tracks (1990 Rykodisc)
| N.º | Título | Duración |  |
| 1.  | «Bombers» (Canción inédita, grabada en 1971 y mezclada en 1990. En una muestra del LP muy rara emitida por RCA antes del lanzamiento del álbum con el logotipo de GEM en la portada, aparece Bombers seguido de la conversación cruzada que conduce a Andy Warhol, que indica claramente que Bowie había tenido la intención original de que sea la canción de apertura en el segundo lado [en vez de Fill Your Heart]) | 2:38     |  |
| 2.  | «The Supermen» (Versión alternativa grabada el 12 de noviembre de 1971 durante las sesiones de The Rise and Fall of Ziggy Stardust and the Spiders from Mars, estrenada originalmente en Revelations - A Musical Anthology for Glastonbury Fayre en julio de 1972, compilada por los organizadores del Festival de Glastonbury, en el cual Bowie había tocado en 1971)                                                  | 2:41     |  |
| 3.  | «Quicksand» (Versión demo, 1971) | 4:43     |  |
| 4.  | «The Bewlay Brothers» (Mezcla alternativa) | 5:19     |  |

## Personal
- David Bowie – voz, guitarra, saxofón alto y tenor, piano.
- Mick Ronson – guitarra, voz, mellotron, arreglos.
- Rick Wakeman – piano.
- Trevor Bolder – bajo, trompeta.
- Mick Woodmansey – batería.

### Personal técnico
- Ken Scott – productor, ingeniero de sonido, mezclas.
- David Bowie – productor.
- Dr. Toby Mountain – ingeniero de remasterización (para lanzamiento Rykodisc).
- Jonathan Wyner – ingeniero asistente de remasterización (para lanzamiento Rykodisc).
- Peter Mew – ingeniero de remasterización (para lanzamiento EMI).
- Nigel Reeve – ingeniero asistente de remasterización (para lanzamiento EMI).